# ГЕС Тісмана
ГЕС Тісмана — гідроелектростанція на південному заході Румунії, у повіті Горж (історичний регіон Олтенія). Входить до складу гідровузла разом зі станціями Мотру та Клокотіс.
Машинний зал станції Тісмана знаходиться в басейні однойменної річки, яка впадає у ліву притоку Дунаю Жіу. Проте ресурс для роботи цієї дерваційної ГЕС постачається із сусідніх гірських долин:
- тунелем довжиною 8,6 км та діаметром 3,6 метра, що бере початок із водосховища Valea Mare у долині річки Мотру (інша притока Жіу), яке збирає як сток самої річки, так і відпрацьовану на дериваційній ГЕС Мотру воду. На своєму шляху він через спеціальну шахту також отримує воду із струмка Pocruia у верхів'ях Тісмани;
- тунелем довжиною 11,4 км та діаметром 3 метри, що бере початок із водосховища Клокотіс у долині річки Бистриця Горжійська (ліва притока Тісмани), яке збирає відпрацьовану на ГЕС Клокотіс воду, подану із розташованого вище по долині тієї ж річки водосховища Vaja. На своєму шляху він через спеціальні шахти також отримує воду з притоки Бистриці Bistritioara, верхньої Тісмани, а також приток останньої Cloclovina і Tismanita.
Сховище Valea Mare із площею поверхні 0,37 км2 та об'ємом 4,8 млн м3 утворене за допомогою земляної греблі із глиняним ядром висотою 48 метрів і довжиною 370 метрів. Сховище Клокотіс створене за допомогою аркової бетонної греблі.
Від місця зустрічі дериваційних тунелів до ГЕС веде напірний тунель довжиною 206 метрів та діаметром 3,5 метра, всього ж ця схема створює напір у 263 метри. Підземний машинний зал обладнаний двома турбінами типу Френсіс потужністю по 53 МВт, які забезпечують середньорічне виробництво на рівні 262 млн кВт-год. Відпрацьована вода по тунелю довжиною 5,8 км подається у водосховище Тісмана, призначене для забезпечення роботи малої ГЕС Тісмана Нижня потужністю 6 МВт.
ГЕС Тісмана ввели в експлуатацію у 1983-му на основі завершеної у тому ж році греблі Valea Mare, тоді як споруди на Бистриці почали використовувати із 1987-го.